# Campeonato Mundial de Atletismo Sub-20 de 2018 - Marcha atlética 10000 m masculina
A prova da marcha atlética 10 km masculino do Campeonato Mundial de Atletismo Sub-20 de 2018 ocorreu no dia 14 de julho no Estádio de Tampere em Tampere, na Finlândia. 

## Recordes
Antes desta competição, os recordes mundiais e do campeonato nesta prova eram os seguintes:
|     | Nome              | Nacionalidade | Tempo    | Local    | Data                  |
| --- | ----------------- | ------------- | -------- | -------- | --------------------- |
| WJR | Viktor Burayev    | Rússia        | 38:46.40 | Moscou   | 20 de maio de 2000    |
| CR  | Daisuke Matsunaga | Japão         | 39:27.19 | Eugene   | 25 de julho de 2014   |
| WJL | Sho Sakazaki      | Japão         | 40:17.82 | Wakayama | 21 de janeiro de 2018 |

## Medalhistas
| Ouro            | Prata               | Bronze           |
| Yao Zhang (CHN) | David Hurtado (ECU) | José Ortiz (GUA) |

## Cronograma
Todos os horários são locais (UTC+2).
| Data        | Hora  | Evento |
| ----------- | ----- | ------ |
| 14 de julho | 10:45 | Final  |

## Resultado final
A prova foi realizada no dia 14 de julho às 10:45. 
| Posição           | Atleta                 | Nacionalidade | Tempo    | Notas                |
| ----------------- | ---------------------- | ------------- | -------- | -------------------- |
| Medalha de ouro   | Yao Zhang              | China         | 40:32.06 | Recorde pessoal      |
| Medalha de prata  | David Hurtado          | Equador       | 40:32.06 | Recorde pessoal      |
| Medalha de bronze | José Ortiz             | Guatemala     | 40:45.26 | Recorde pessoal      |
| 4                 | Declan Tingay          | Austrália     | 40:49.72 | OJC                  |
| 5                 | Zhaozhao Wang          | China         | 41:04.22 |                      |
| 6                 | Kyle Swan              | Austrália     | 41:24.12 | Recorde pessoal      |
| 7                 | Dominic Samson Ndigiti | Quénia        | 41:30.52 | Recorde da temporada |
| 8                 | Sho Sakazaki           | Japão         | 41:50.91 |                      |
| 9                 | Mikita Kaliada         | Bielorrússia  | 41:51.76 | Recorde pessoal      |
| 10                | Tatsuhiko Nagayama     | Japão         | 41:58.12 |                      |
| 11                | Georgios Tzatzimakis   | Grécia        | 42:03.85 | Recorde pessoal      |
| 12                | Yohanis Algaw          | Etiópia       | 42:10.12 | Recorde da temporada |
| 13                | Anderson Callejas      | Colômbia      | 42:32.01 | Recorde pessoal      |
| 14                | Łukasz Niedziałek      | Polónia       | 42:36.66 | Recorde pessoal      |
| 15                | José Manuel Pérez      | Espanha       | 42:41.26 | Recorde pessoal      |
| 16                | Riccardo Orsoni        | Itália        | 42:53.76 |                      |
| 17                | Matheus Correa         | Brasil        | 42:55.70 | Recorde pessoal      |
| 18                | David Kuster           | França        | 43:24.29 |                      |
| 19                | Álvaro López           | Espanha       | 43:38.84 | Recorde pessoal      |
| 20                | Mingyu Kim             | Coreia do Sul | 43:46.20 |                      |
| 21                | Antonio Loja           | Equador       | 44:04.90 |                      |
| 22                | Jan Moreu              | Porto Rico    | 44:16.40 |                      |
| 23                | Pavel Olkhovik         | Bielorrússia  | 44:21.41 |                      |
| 24                | Dongmin Im             | Coreia do Sul | 44:38.72 |                      |
| 25                | Abdulselam İmuk        | Turquia       | 44:40.20 |                      |
| 26                | Andriy Syndyuk         | Ucrânia       | 44:52.67 |                      |
| 27                | Viktor Kononenko       | Ucrânia       | 45:19.29 |                      |
| 28                | Nicolas Fanelli        | Itália        | 45:54.09 |                      |
| 29                | Aníbal Zapeta          | Guatemala     | 45:59.37 |                      |
| 30                | Abdulrahman Mahmoud    | Egito         | 46:02.30 | Recorde pessoal      |
| 31                | Othman Chibani         | Argélia       | 46:26.73 |                      |
| 32                | Bálint Sárossi         | Hungria       | 46:43.77 |                      |
| 33                | Abdülaziz Daniş        | Turquia       | 46:49.51 |                      |
|                   | José Gilberto Menjivar | El Salvador   | DSQ      |                      |

Legenda
| Recorde mundial       | Recorde mundial (World record)               |                       | Recorde africano                      | Recorde africano (African) |                                           | Q | Classificado por posição (Qualified) |
| Recorde do campeonato | Recorde do campeonato (Championship record)  | Recorde da América    | Recorde da América (Americas)         | q                          | Classificado por melhor tempo (Qualified) |   |                                      |
| Melhor marca do ano   | Melhor marca do ano (World leading)          | Recorde asiático      | Recorde asiático (Asian)              | DNS                        | Não largou (Did not start)                |   |                                      |
| Recorde nacional      | Recorde nacional (National record)           | Recorde europeu       | Recorde europeu (European)            | DNF                        | Não terminou (Did not finish)             |   |                                      |
| Recorde pessoal       | Recorde pessoal do atleta (Personal best)    | Recorde da Oceania    | Recorde da Oceania (Oceania)          | DSQ / DQ                   | Desclassificado (Disqualified)            |   |                                      |
| Recorde da temporada  | Recorde da temporada do atleta (Season best) | Recorde sul-americano | Recorde sul-americano (South America) | NM                         | Sem marca (No mark)                       |   |                                      |